# プリムス・ロードキング
ロードキング（Roadking ）は、クライスラー（現：フィアット・クライスラー・オートモービルズ）
がかつて展開していた自動車ブランドプリムスで1938年から1940年にかけて製造していた乗用車である。

## ギャラリー

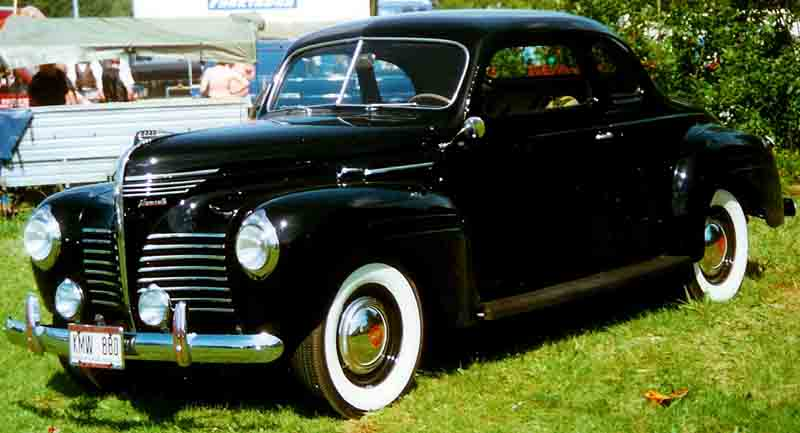
ロードキング クーペ